# Auw bei Prüm
Auw bei Prüm là một xã ở huyện Bitburg-Prüm, trong bang Rheinland-Pfalz, phía tây nước Đức. Xã Auw bei Prüm có diện tích 22,11 km², dân số thời điểm ngày 31 tháng 12 năm 2006 là 670 người.